# Giro di Romandia femminile 2025
Il Giro di Romandia femminile 2025, quarta edizione della corsa, valevole come ventiquattresima prova dell'UCI Women's World Tour 2025 categoria 2.WWT, si svolse in 3 tappe dal 15 al 17 agosto 2025, su un percorso totale di 249,7 km, con partenza da Huémoz ed arrivo ad Aigle, in Svizzera. La vittoria fu appannaggio della svizzera Elise Chabbey che completò il percorso in 6h53'02", precedendo la slovena Urška Žigart e l'olandese Yara Kastelijn.
Partenza con 93 cicliste accreditate, delle quali 58 portarono a termine la competizione.

## Tappe
| Tappa  | Data      | Percorso                                | km    | Vincitore di tappa | Leader cl. generale |
| ------ | --------- | --------------------------------------- | ----- | ------------------ | ------------------- |
| 1ª     | 15 agosto | Huémoz > Villars-sur-Ollon (cronometro) | 4,4   | Paula Blasi        | Paula Blasi         |
| 2ª     | 16 agosto | Conthey > La Tzoumaz                    | 123,2 | Elise Chabbey      | Urška Žigart        |
| 3ª     | 17 agosto | Aigle > Aigle                           | 122,1 | Kata Blanka Vas    | Elise Chabbey       |
| Totale | Totale    | Totale                                  | 249,7 |                    |                     |

## Squadre e cicliste partecipanti
| N.    | Cod. | Squadra                 |
| ----- | ---- | ----------------------- |
| 1-6   | SDW  | Team SD Worx-Protime    |
| 11-15 | TFS  | FDJ-Suez                |
| 21-26 | UAD  | UAE Team ADQ            |
| 31-36 | LTK  | Lidl-Trek               |
| 41-46 | MOV  | Movistar Team           |
| 51-56 | FDC  | Fenix-Deceuninck        |
| 61-66 | TVL  | Team Visma-Lease a Bike |
| 71-76 | CSZ  | Canyon-SRAM Zondacrypto |

| N.      | Cod. | Squadra                   |
| ------- | ---- | ------------------------- |
| 81-86   | EFO  | EF Education-Oatly        |
| 91-95   | AGS  | AG Insurance-Soudal Team  |
| 101-106 | LIV  | Liv AlUla Jayco           |
| 111-116 | UXM  | Uno-X Mobility            |
| 121-126 | TPP  | Team Picnic PostNL        |
| 131-135 | VWT  | VolkerWessels Pro Cycling |
| 141-146 | CGS  | Roland Le Dévoluy         |
| 151-156 | NXT  | Nexetis                   |

## Classifiche finali

### Classifica generale - Maglia gialla (top 10)
| Pos. | Corridore       | Squadra   | Tempo    |
| ---- | --------------- | --------- | -------- |
| 1    | Elise Chabbey   | FDJ-Suez  | 6h53'02" |
| 2    | Urška Žigart    | AG-Soudal | a 7"     |
| 3    | Yara Kastelijn  | Fenix     | a 20"    |
| 4    | Paula Blasi     | UAE       | a 48"    |
| 5    | Steffi Häberlin | SD Worx   | a 1'33"  |
| 6    | Mireia Benito   | AG-Soudal | a 1'37"  |
| 7    | Juliette Labous | FDJ-Suez  | a 1'46"  |
| 8    | Ella Wyllie     | Liv AlUla | a 2'15"  |
| 9    | Ginia Caluori   | Nexetis   | a 2'23"  |
| 10   | Erica Magnaldi  | UAE       | a 2'28"  |